# FR-4
FR-4 (Flame Retardant 4 или FR4) — класс огнестойкого композитного материала, по классификации NEMA, который состоит из тканного стекловолокна со связующим из эпоксидной смолы. Обозначение имени класса было введено в 1968 году. Описание свойств материалов класса содержатся в стандарте ANSI/NEMA IM 60000-2021.

## Свойства

### Водопоглащение
Под данным свойством понимается способность материала впитывать влагу из окружающей среды, по отношению к своей массе. Низкое значение оценивающего показателя по данному свойству позволяют применять материалы данного класса в качестве электроизолятора, в различных условиях эксплуатации.

### Механическая прочность
Под данным свойством понимается способность материала к разрушению при внешнем воздействии. Высокие значения оценивающих показателей по механической прочности позволяют применять данный класс материалов в электрических и механических сферах производства. Материалы данного класса также обладают хорошим соотношением прочности к общему весу.

### Огнестойкость
Под данным свойством понимается способность материала сохранять необходимые эксплуатационные качества при высоких температурах в условиях нагрева. Для улучшения огнестойкости материалов данного класса в состав эпоксидной смолы включают бром и галоген. Проверка соответствия материалов, по данному свойству, производится по классу воспламеняемости V-0 (раздел 8 — «Проверка на вертикальное пламя в лаборатории» стандарта UL 94). 

## Применение
Материалы данного класса широко применяются в печатных платах с дополнительно нанесенным слоем медной фольги, на одну или обе её стороны. Также материалы данного класса используются в производстве реле, переключателей, стоек, шин, шайб, дугогасительных экранов, трансформаторов и винтовых клеммных колодок.